# Хмелевская, Ядвига
Янина Ядвига Хмелевская (пол. Janina Jadwiga Chmielowska; 29 июня 1954, Сосновец) — польская журналистка, правозащитница, общественный и политический деятель. Активистка движений Солидарность и Борющаяся Солидарность. Представитель радикальной внесистемной оппозиции в Третьей Речи Посполитой. Антикоммунистка, демохристианка.

## Активистка-подпольщица
Окончила Силезский технический университет в 1978 году. По образованию — технолог автоматических систем. Работала программистом в катовицком Институте систем управления. С ранней молодости примкнула к антикоммунистической оппозиции. Занималась распространением нелегальной литературы, включая легендарное издание КОС-КОР Robotnik.
В 1980 вступила в «Солидарность», состояла в руководящем органе профсоюза Катовице. Курировала правозащитное направление, добивалась освобождения политзаключённых.
После введения военного положения 13 декабря 1981 ушла в подполье. С апреля 1982 числилась в розыске, но благодаря соблюдению правил конспирации так и не была обнаружена коммунистической госбезопасностью. Активно участвовала в деятельности подпольных структур «Солидарности», публиковалась в польском самиздате. В 1985 примкнула к «Борющейся Солидарности», руководила территориальной структурой в Катовице.

## В польской политике и журналистике
В 1990 году был отменён ордер на арест Янины Ядвиги Хмелевской. Она учредила в Варшаве Информационный центр «Восток», занимающийся правозащитой и пропагандой демократических идей в Центральной и Восточной Европе.
Хмелевская категорически отвергла переговоры в Магдаленке и договорённости Круглого стола. Соглашения между «Солидарностью» и ПОРП посчитала сговором за спиной восставшего народа. Политическую систему Третьей Речи Посполитой характеризует как «власть договорённостей и знакомств, установленную в Магдаленке с бокалами в руках». Жёстко критикует Леха Валенсу и особенно Адама Михника. Более лояльно относилась к Леху Качиньскому.
После гибели президента Качиньского и его спутников в авиакатастрофе под Смоленском Хмелевская стала одним из учредителей радикально-оппозиционной группы «Солидарные 2010». Бескомпромиссная оппозиционность Хмелевской вызывает явное раздражение в польской политической элите, особенно в кругах, поддерживающих правительство Дональда Туска.
В польской политике Янина Ядвига Хмелевская занимает правые христианско-демократические позиции. В 1993—1995 была активным членом правопопулистского Движения за Республику, возглавляемого Яном Ольшевским. В 1997—2001 — активистка Избирательной акции «Солидарность». Хмелевская участвовала в деятельности организаций жертв военного положения, а также международного социально-христианского движения Католическая Акция.
Хмелевская — известный журналист, автор многочисленных публикаций социального, политического, экологического характера. Редактировала «Бюллетень Востока», публиковалась в «Западном ежедневнике», «Супер Экспрессе», «Варшавской газете», ряде других изданий. В 1994—2000 — редактор Польского телевидения. Окончив в 1998 Национальную академию обороны, вела военные телепрограммы. В 2002—2007 — преподаватель университета в Ченстохове. Во второй половине 2000—х была одним из руководителей Радио Катовице.

## Международные выступления
Ядвига Хмелевская активно выступает в поддержку национально-демократических движений Восточной Европы и постсоветского пространства. Тесно сотрудничает с крымскотатарским движением. В декабре 2013 Хмелевская подписала обращение в поддержку украинского Евромайдана. Выступления Хмелевской резко критиковались русскими организациями Крыма как враждебные и антироссийские.
В начале 2012 года, в разгар протестных акций, Хмелевская предостерегала российскую оппозицию от переговоров с правящим режимом.

## Идейно-политическая характеристика
Янина Ядвига Хмелевская — яркий представитель радикального «фундаментализма Солидарности». Её взгляды характеризуются непримиримым антикоммунизмом, социальным католицизмом, национал-патриотизмом, политической бескомпромиссностью. Интересно, что такие позиции свойственны деятелям старшего поколения «Солидарности» (Анджей Гвязда, Мариан Юрчик, Северин Яворский). Хмелевскую отличают также правозащитные акценты и особая международная активность.
Награждена Золотым Крестом Заслуги (от польского правительства в изгнании), Орденом Возрождения Польши (от президента Леха Качиньского), медалью ордена «За заслуги перед Литвой» (2009), специальными почётными знаками от ветеранов «Солидарности».